# Iso-Lahnanen (sjö i Suomussalmi, Kajanaland, Finland)
Iso-Lahnanen eller Lahnanen är en sjö i Finland. Den ligger i kommunen Suomussalmi i landskapet Kajanaland, i den centrala delen av landet, 500 km norr om huvudstaden Helsingfors. Iso-Lahnanen ligger 205,3 meter över havet. I omgivningarna runt Iso-Lahnanen växer i huvudsak barrskog. Den är 6,8 meter djup. Arean är 1,26 kvadratkilometer och strandlinjen är 5,96 kilometer lång. Sjön  ingår i Uleälvens huvudavrinningsområde. 